# Eobasileus
Eobasileus ist ein ausgestorbenes Säugetier aus der Gruppe der Dinocerata und lebte zur Zeit des ausgehenden Mittleren und des Oberen Eozäns vor 48 bis 45 Millionen Jahren im heutigen Nordamerika. Es war nahe verwandt mit Uintatherium und gehörte zusammen mit diesem zu den größten landlebenden Säugetieren ihrer Zeit. Insgesamt war Eobasileus durch einen eher nashornartigen Körper geprägt, auffallendste Merkmale stellten die drei Hornpaare auf dem Schädel und ein säbelartig gestalteter oberer Eckzahn dar. Die hauptsächliche Nahrung der Säugetierform bestand aus weicher Pflanzenkost.

## Merkmale

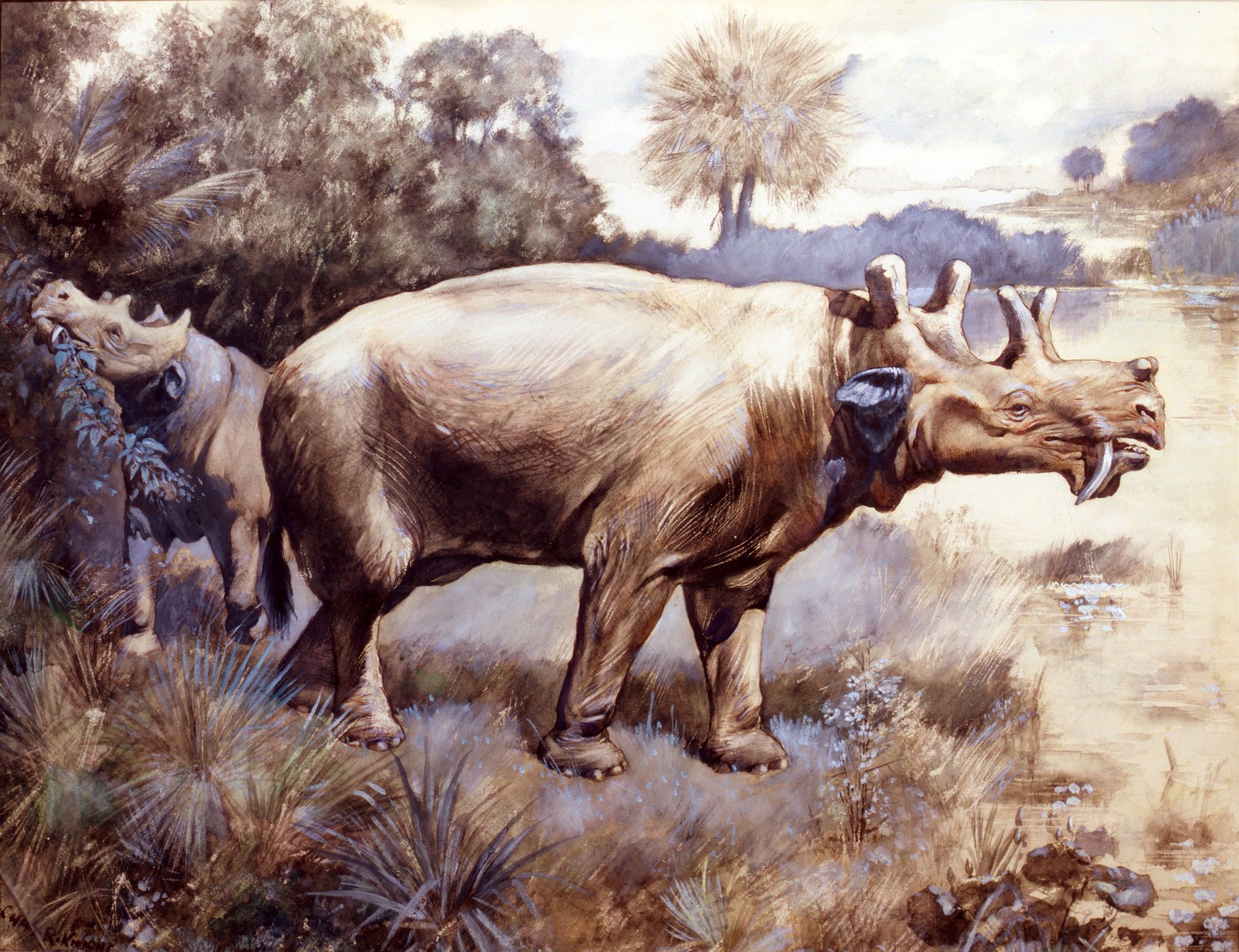
Eobasileus, Zeichnung von Charles R. Knight

Eobasileus ist der größte bekannte Vertreter der Dinocerata, einer heute ausgestorbenen Gruppe von pflanzenfressenden Säugetieren. Berechnungen zufolge betrug das Körpergewicht rund 2.500 kg, womit die Form etwas schwerer als das nahe verwandte Uintatherium war. Wie es für Dinocerata typisch war, stellte Eobasileus einen relativ schwer gebauten Herbivoren mit einem großen Kopf, kräftigem, walzenförmigen Körper und langen Gliedmaßen dar.
Der Schädel von Eobasileus wurde zwischen 85 und 94 cm lang und war eher flach sowie breit gestaltet. Das Hinterhauptsbein zeigte eine deutlich nach hinten ausgezogene Verlängerung, das Nasenbein war lang und lag oberhalb des Mittelkieferknochens. Der zwischen diesen beiden Knochen liegende Naseninnenraum war wenig ausgedehnt und reichte bis zum Eckzahn. Wie bei Uintatherium auch saßen auf dem Schädel drei Paare von knöchernen Hörnern; die Schädel der zwei Gattungen unterschieden sich aber in ihren Proportionen. Das vorderste Hornpaar befand sich wie bei Uintatherium auf der Spitze des Nasenbeins und stellte nur leichte knöcherne Schwellungen dar. Das mittlere Hornpaar erhob sich auf dem Oberkiefer oberhalb der Prämolaren und erreichte 18 bis 22 cm Länge. Die Lage dieses Hornpaars war deutlich weiter nach hinten versetzt als bei Uintatherium, welches bei diesem kurz hinter dem Eckzahn saß. Durch die hintere Position des zweiten Hornpaars wirkte das Rostrum von Eobasileus auch wesentlich ausgedehnter als bei seinem Verwandten. Das hinterste Hornpaar entwuchs den Scheitelbeinen und befand sich sehr dicht am Hinterhauptsbein. Insgesamt saßen das mittlere und hintere Hornpaar bei Eobasileus somit relativ dicht beieinander, im Gegensatz zu Uintatherium mit seinen weit auseinander stehenden hinteren Hornpaaren.
Der Unterkiefer war sehr robust und zwischen 52 und 65 cm lang, der Unterkieferkörper wurde 9 bis 14 cm hoch. Die Symphyse erreichte mit teils bis zu 22 cm eine sehr große Ausdehnung. Einige Unterkiefer besaßen am vorderen unteren Rand knöcherne Auswüchse. Das Gebiss wies die charakteristische Struktur der entwickelten Dinocerata auf. Schneidezähne waren nur im Unterkiefer ausgebildet, wiesen hier aber eine deutlich kleine Form auf und besaßen zwei charakteristische kleine Höcker. Markant war der obere Eckzahn, der stark verlängert und deutlich nach hinten und dadurch säbelartig gebogen war, stärker als bei Uintatherium. Er wurde an der Alveolarbasis bis zu 5,7 cm lang und 3 cm breit, die Gesamtlänge von der Kronenbasis bis zur Spitze ohne Krümmung betrug bis zu 18,6 cm. Dadurch ragte er weit über den Unterkiefer und war durch die erwähnten Vorsprünge des Unterkieferknochens geschützt. Der untere Eckzahn war eher klein und ähnelte den Schneidezähnen. Die hintere Bezahnung, die durch ein Diastema von teils über 13 cm von der vorderen getrennt war, bestand je Kieferbogen aus drei Prämolaren und drei Molaren. Die Zahnformel erwachsener Tiere lautete dadurch folgendermaßen: {\displaystyle {\frac {0.1.3.3}{3.1.3.3}}}. Die Backenzähne besaßen niedrige (rachyodonte) Zahnkronen und hatten eine eher kleine Gestalt, die hinteren Zähne zeigten zudem kaum Verlängerungen, der letzte Molar wurde maximal 5 cm lang. Charakteristisch war eine Gestaltung der Kaufläche aus zwei querstehenden Zahnschmelzleisten (lophodont), die durch eine markante Einsattelung getrennt wurden. Des Weiteren wiesen die Oberkiefermolaren eine typisch V-förmig gestaltete Schmelzfalte auf. Bemerkenswert ist die Ausdehnung der Zahnreihe vom vordersten Prämolaren zum hintersten Molaren, die eine Länge von 19,2 cm erreichte und so die aller anderen Dinocerata übertraf.
Das postcraniale Skelett ist weitgehend bekannt, jedoch nicht so umfassend wie beim wesentlich häufigeren Uintatherium. Wie bei allen Uintatherien bestand das Kreuzbein aus vier Wirbeln. Der Oberarmknochen wurde bis zu 65 cm lang und übertraf jenen von Uintatherium geringfügig. Auch der Oberschenkelknochen war mit 75 cm Länge etwas länger als bei seinem Verwandten. Charakteristischerweise besaß er keinen dritten Trochanter. Sowohl die Vorder- als auch die Hinterbeine endeten in fünf Strahlen. Die Vorder- und Hinterfüße waren eher breit und kurz gebaut, ein Merkmal, das an jene der Rüsseltiere erinnert.

## Fossilfunde
Funde von Eobasileus stammen aus Nordamerika, hier überwiegend aus dem nordwestlichen Teil der USA, vor allem den Bundesstaaten Wyoming, Utah und Colorado; allgemein gibt es aber deutlich weniger Funde als vergleichsweise von Uintatherium. Der Großteil der Fossilien wurde dabei Ende des 19. und Anfang des 20. Jahrhunderts entdeckt. Sie sind dem Oberen Eozän (lokalstratigraphisch Uintum genannt) zuzuweisen und somit etwas jünger als jene von Uintatherium. Besonders hervorzuheben ist der Erstfund, der auch den Holotyp der Gattung darstellt und neben postcranialen Skelettelementen einen nahezu vollständigen Schädel umfasst, der mit fast 95 cm Länge der bisher größte der Gattung ist. Gefunden wurde er im August 1872 von Edward Drinker Cope und Sam Smith im Washakie-Becken im südwestlichen Wyoming, genauer am Haystack Mountain. Von hier stammen auch ein Schädel und Gliedmaßenreste, die 1876 bei Arbeiten unter Leitung von Othniel Charles Marsh entdeckt wurden und die Marsh 1885 als Tinoceras latum beschrieb, ein heute synonymer Name für Eobasileus. Aus Aufschlüssen der Uinta-Formation am Ufer des White River im Uintah County Utahs stammt ein weiterer, mit 85 cm Länge recht großer Schädel, der im Jahr 1910 zu Tage befördert worden war. Noch im gleichen Jahr konnte erneut ein Schädel im gleichen County im Coyote-Becken aufgedeckt werden, der aber eher schlecht erhalten war, aufgrund besonderer Abweichungen aber zu einem weiblichen Tier gestellt werden kann. Letztendlich ist ein großer, über 90 cm langer Schädel aus dem Wash Sand Basin im Moffat County in Colorado beschrieben worden. Aus der späteren Zeit sind eher wenige Funde berichtet worden, so ein Unterkiefer, der 1942 am Haystack Mountain gefunden wurde und aufgrund der schwach ausgeprägten Symphyse wohl einem weiblichen Individuum angehörte. Dazu gehören weiterhin auch einige isolierte Zähne von der gleichen Lokalität aus dem Jahr 1954.

## Paläobiologie
Insgesamt zeigt Eobasileus ähnlich wie sein Verwandter Uintatherium einen recht stämmigen Körperbau, der in etwa an jenen von heutigen Nashörnern erinnert, allerdings nicht ganz so robust war wie bei diesen. Zudem waren die Gliedmaßen im Vergleich zu Nashörnern deutlich länger bei Eobasileus. Sie ähnelten im Aufbau weitgehend denen der heutigen Rüsseltiere. Der Gang der Tiere war aufgrund der einfach gebauten Vorder- und Hinterfüße vermutlich plantigrad (Sohlengang). Der lang ausgezogene hintere Schädel lässt die Rekonstruktion einer massiven Nackenmuskulatur zu, so dass der Kopf eher schräg nach unten gehalten wurde und der hintere Teil des Hinterhauptsknochens eine senkrechte Stellung aufwies. Die lophodonte Bezahnung weist Eobasileus als Pflanzenfresser mit Spezialisierung auf weiche Pflanzenkost aus (browsing). Da die Schneidezähne im Unterkiefer sehr klein waren und die im Oberkiefer vollständig fehlten, spielte für die Nahrungsaufnahme wahrscheinlich die Zunge eine entscheidende Rolle, möglicherweise in Kombination mit den Eckzähnen. Hervorzuheben sind die durch Pachyostose verdickten Langknochen. Dies ist bei einigen Landwirbeltieren zu beobachten, die sich sekundär wieder an ein Leben im wässrigen Milieu angepasst haben, wobei die verdickten Knochen den Auftrieb im Wasser ausgleichen. Ob Eobasileus aber semi-aquatisch lebte, ist bisher nicht geklärt.
Ein allerdings schlecht erhaltener Schädel eines ausgewachsenen Tieres besaß nur leicht angedeutete Knochenschwellungen anstatt stark ausgebildeter Hörner, was möglicherweise auf einen Geschlechtsdimorphismus zwischen männlichen und weiblichen Tieren schließen lässt. Ein weiterer Hinweis auf abweichende anatomische Merkmale zwischen den Geschlechtern ist ein grazilerer Unterkiefer mit weniger stark ausgebildeter Symphyse. Solche geschlechtsspezifischen Ausprägungen sind auch bei Uintatherium nachgewiesen, hier aufgrund des umfangreicheren Fossilmaterials jedoch deutlicher herausgearbeitet. Die Funktion der Hörner, ebenso die des überdimensionierten Eckzahns, ist unklar, eventuell kamen sie im Dominanz- und Paarungskampf zum Einsatz. Heutige Säugetiere – bis auf männliche Muntjaks – besitzen eine derartige Kombination aus Kopf- und Gebisswaffen nicht.
Zu den eher seltenen Ichnofossilien gehören Funde vom Slide Mountain im nördlichen Teil des US-Bundesstaates Washington, wo sich in Aufschlüssen der Chuckanut-Formation aus dem Mittleren und Oberen Eozän mehr als 200 Trittsiegel großer Säugetiere fanden. Diese waren rundlich von 12 bis 18 cm Durchmesser und etwa 4 bis 6 cm tief in Sand- und Siltsteine eingetieft, die einen ehemals wassergesättigten Untergrund anzeigen. In einem Fall konnte die Spur eines einzelnen Individuums über mehrere Meter verfolgt werden, insgesamt zeigen die Spuren die Anwesenheit mehrerer, eventuell in Form einer Herde zusammengehöriger Tiere. Die Form und Größe der Spuren lassen auf Großsäuger mit plantigrader Fortbewegung (Sohlengänger) schließen. Eine Zuweisung zu Eobasileus ist durchaus möglich, allerdings lebte zu jener Zeit auch Coryphodon, ein zu den Pantodonta gehörendes großes und zur damaligen Zeit sehr häufiges Tier mit teils semi-aquatischer Lebens- und ebenfalls plantigrader Fortbewegungsweise. Eine mittels Fission-track-Datierung ermittelte Altersbestimmung aus einer unterlagernden Schicht ergab einen Wert von 49,9 Millionen Jahren und stellt die unterste Altersgrenze dar.

## Systematik
Eobasileus stellt eine Gattung aus der Familie der Uintatheriidae dar und wird innerhalb dieser zur Unterfamilie Uintatheriinae verwiesen. Diese Unterfamilie zeichnet sich durch Vertreter mit großem Körperbau und drei Paaren knöcherner Hornbildungen aus. Ihr wird weiterhin auch Uintatherium zugewiesen. Das ursprünglich als eigenständig beschriebeneTetheopsis ist nach einer Revision durch William D. Turnbull zumindest teilweise identisch mit Eobasileus. Den Uintatheriinae stehen die Gobiatheriinae gegenüber, die durch die Reduktion der oberen Eckzähne und eine im vorderen Teil verknöcherten Nasenscheidewand charakterisiert sind. Zwar wurde die Stellung der Gobiatheriinae als Unterfamilie in der Teilrevision von 2002 vorerst bestätigt, doch führen einige andere Forscher diese, aufgrund teils abweichender Zahnmerkmale, auch als eigenständige Familie innerhalb der Dinocerata.
Die Uintatheriidae gehören zur Ordnung der Dinocerata. Diese Säugetiergruppe ist weitgehend aus Nordamerika und Ostasien bekannt und gehörte zu jenen mit den ersten Riesenformen, die nach dem Aussterben der Dinosaurier entstanden. Allen Dinocerata, bis auf den ursprünglichsten Vertretern, ist das Fehlen des vordersten Prämolaren und der oberen Schneidezähne zu eigen. Einige Probleme bereiten die näheren verwandtschaftlichen Verhältnisse. Aufgrund gemeinsamer Zahnmerkmale und der im Verhältnis zur Körpergröße extrem kleinen Backenzähne bei den Uintatherien wurde in den frühen 1980er Jahren eine nähere Beziehung zu den Anagalidae postuliert, einer stammesgeschichtlich urtümlichen und den heutigen Nagetieren nahestehenden Gruppe kleiner Säugetiere aus Ostasien. Dies erwies sich jedoch nach skelettanatomischen Untersuchungen als falsch. Heute anerkannt ist eine Zuweisung der Dinocerata als einen sehr ursprünglichen Zweig der heterogenen Gruppe der Huftiere. Zu den möglicherweise nächsten Verwandten zählen die Meridiungulata, einst südamerikanisch verbreitete Huftiere, von denen die Pyrotheria oder die Xenungulata in einer näheren Beziehung stehen könnten. Als nächste heute lebende Verwandte könnten wahrscheinlich die Unpaarhufer angesehen werden. Gemeinsame Merkmale zwischen den Dinocerata und den Unpaarhufern finden sich in der Ausbildung der Hufe, der mesaxonischen Fußstellung (Schwerpunkt der Achse des Fußes läuft durch den mittleren (dritten) Strahl) und im Fehlen einer tiefen Furche am Sprungbein zur Artikulation mit dem Schienbeingelenk, die beispielsweise bei den Afrotheria häufig auftritt.

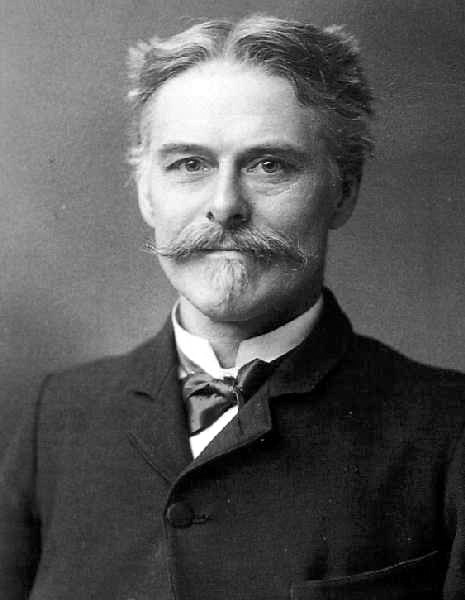
Edward Drinker Cope

Die Gattung Eobasileus ist monotypisch und umfasst die Art Eobasileus cornutus. Gattung und Art wurden 1872 von Edward Drinker Cope wissenschaftlich erstmals beschrieben. Die Entdeckungsgeschichte von Eobasileus fällt in den Zeitraum der Cope-Marsh-Fehde der 1870er und 1880er Jahre. Ursprünglich war für eine Reihe von Fossilien, die Cope Mitte August des Jahres 1872 in Wyoming entdeckt hatte und die mindestens fünf Individuen umfassten, der Name Loxolophodon vorgesehen. Er übermittelte am 17. August 1872 eine telegraphische Mitteilung über seine Entdeckungen an die Naturhistorische Akademie von Philadelphia; durch einen Schreibfehler des Übermittlers wurden diese Neufunde am 19. August 1872 als Lefalophodon im Palaeontological Bulletin veröffentlicht. Einen Tag später, am 20. August 1872 verwies Cope einen Teil der Funde von Loxolophodon (Lefalophodon) zur neuen Gattung Eobasileus, Grund dafür waren mehrere im Vergleich zu Loxolophodon sehr kurze Halswirbel. Jedoch änderte Cope am 22. August 1872 diesen wieder zu Loxolophodon, womit er zugleich die falsche Schreibweise korrigierte. Allgemein wird Loxolophodon heute als Synonym für Uintatherium angesehen, welches Joseph Leidy ebenfalls 1872 beschrieben hatte. Die Gattung Eobasileus war einige Zeit lang nicht als eigenständig anerkannt, der Name setzte sich aber Anfang des 20. Jahrhunderts durch. Ursprünglich waren von Cope mit Eobasileus pressicornis und Eobasileus discornatus zwei weitere Arten herausgearbeitet worden, eine 1961 veröffentlichte umfangreiche Revision der Uintatherien ergab mit Eobasileus cornutus lediglich eine valide Art. Der Gattungsname Eobasileus leitet sich von den griechischen Wörtern ἠώς (ēṓs „Morgenröte“) und βασιλεύς (basileús „König“) ab. Der Artname cornutus ist lateinischen Ursprungs und stammt von cornus („Horn“), insgesamt bedeutet der Name also „Gehörnter König der Morgenröte“. Der Holotyp (Exemplarnummer AMNH 5040) umfasst einen nahezu vollständigen Schädel, mehrere Wirbel, ein Schulterblatt, das Becken und einen rechten Oberschenkelknochen.